# لويد ميدلتون
لويد ميدلتون (بالإنجليزية: Lloyd Middleton)‏ هو لاعب كرة قدم أسترالية أسترالي، ولد في 13 فبراير 1928، وتوفي في 26 مايو 2015.

## وصلات خارجية
- لويد ميدلتون على موقع AustralianFootball.com (الإنجليزية)
- لويد ميدلتون على موقع AFLtables.com (الإنجليزية)